# Városi Sportcsarnok (Zalaegerszeg)
A zalaegerszegi Zalakerámia Sport- és Rendezvénycsarnok Zalaegerszeg belvárosában a 762-es főút mellett fekszik. Zala vármegye legnagyobb sportcsarnoka. Egy 400 m²-es küzdőtérrel rendelkezik, hivatalosan 2500 néző befogadására alkalmas.

## Leírása
Jelenleg két csapat rendezi itt a bajnoki mérkőzéseit, a ZTE KK férfi kosárlabda és a Zala Volán női kosárlabda csapata, mindkét szakosztály az NB I-ben szerepel. Korábban, megszűnésükig a városi férfi röplabda- és női kézilabda csapatnak is a létesítmény adott otthont.
Az épületben található még egy kisebb tornaterem és kondicionáló terem is.
Az évek során számos rendezvénynek adott otthont, például a Göcsej Kupa Nemzetközi Kosárlabda torna küzdelmeinek, amatőr teremlabdarúgó tornáknak, vívó világkupa versenyeknek illetve Európa-bajnokságnak, az 1997-es női kosárlabda-Európa-bajnokság illetve a 2004-es női kézilabda-Európa-bajnokság csoportmérkőzéseinek, nemzetközi és belföldi vásároknak, táncversenyeknek, koncerteknek.
Az építési munkálatok 1977 januárjában kezdődtek, összesen 114 millió forintnyi beruházással. A terveket Pénzes Géza készítette, a beruházó Zalaegerszeg város tanácsa, a generálkivetelező a Zala Megyei Állami Építőipari Vállalat volt. 1980. április 1-jén rendezték a megnyitóünnepségét. A homlokzat tűzzománc és krómozott felülete Segesdi György munkája.